# Рагінґе
Ра́гінґе (ест. Rahinge küla) — село в Естонії, у міському самоврядуванні Тарту повіту Тартумаа.

## Населення
Чисельність населення на 31 грудня 2011 року становила 387 осіб.

## Географія
Через населений пункт проходить автошлях 22103 (Тарту — Ілматсалу — Ригу).

## Історія
До 1 листопада 2017 року село входило до складу волості Тягтвере.